# Буй (місто)
Буй — місто (з 1536) в Костромській області Росії.
Розташоване в 100 км від Костроми. У місті знаходиться адміністративний центр Буйского муніципального району, причому місто Буй входить в самостійне муніципальне утворення в складі Костромської області — міський округ місто Буй.
Населення — 23 233 чол. (2020).

## Історія
11 березня 1936 року включений до складу новоствореної Ярославської області. З 13 серпня 1944 — у складі Костромської області.